# Rallye Safari 1979
Die 27. Rallye Safari war der 4. Lauf zur Rallye-Weltmeisterschaft 1979. Sie fand vom 12. bis zum 16. April in der Region von Nairobi statt.

## Klassifikationen

### Endergebnis
| Rang | Fahrer          | Co-Pilot              | Auto             | Zeit (Std./Min.) | Rückstand Sieger (Std./Min.) Rückstand V (Std./Min.) |
| ---- | --------------- | --------------------- | ---------------- | ---------------- | ---------------------------------------------------- |
| 1    | Shekhar Mehta   | Mike Doughty          | Datsun 160J      | 6:27             | 0.00 0:00                                            |
| 2    | Hannu Mikkola   | Arne Hertz            | Mercedes 450 SLC | 7:15             | 0:48                                                 |
| 3    | Markku Alén     | Ilkka Kivimäki        | Fiat 131 Abarth  | 7:20             | 00:53 00:05                                          |
| 4    | Andrew Cowan    | Johnstone Syer        | Mercedes 280 E   | 7:36             | 01:09 00:16                                          |
| 5    | Rauno Aaltonen  | Lofty Drews           | Datsun 160J      | 8:06             | 01:39 00:30                                          |
| 6    | Björn Waldegård | Hans Thorszelius      | Mercedes 450 SLC | 9:19             | 02:52 01:13                                          |
| 7    | Mike Kirkland   | Dave Haworth          | Datsun 160J      | 9:34             | 03:07 00:15                                          |
| 8    | Walter Röhrl    | Christian Geistdörfer | Fiat 131 Abarth  | 10:25            | 03:58 00:51                                          |
| 9    | Harry Källström | Claes Billstam        | Datsun 160J      | 10:43            | 04:16 00:18                                          |
| 10   | Sandro Munari   | Silvio Maiga          | Fiat 131 Abarth  | 11:33            | 05:06 00:50                                          |

Insgesamt wurden 21 von 66 gemeldeten Fahrzeuge klassiert:

### Fahrer-Weltmeisterschaft
| Pos. | Fahrer           | Punkte |
| ---- | ---------------- | ------ |
| 1    | Björn Waldegård  | 51     |
| 2    | Hannu Mikkola    | 51     |
| 3    | Markku Alén      | 34     |
| 4    | Bernard Darniche | 20     |
| 5    | Stig Blomqvist   | 20     |

### Herstellerwertung
| Pos. | Team   | Punkte |
| ---- | ------ | ------ |
| 1    | Ford   | 50     |
| 2    | Fiat   | 41     |
| 3    | Datsun | 32     |
| 4    | Opel   | 22     |
| 5    | Lancia | 18     |